# Gotarzes I
Gotarzes I – król Partów w latach 91 – ok. 80 p.n.e.
Gotarzes I był bratem Mitrydatesa II, prawdopodobnie młodszym. Ponieważ początek jego panowania zazębia się z końcem panowania Mitrydatesa wysuwano hipotezę, że był buntownikiem przeciwko bratu. Dzisiaj jednak przeważa pogląd, że Mitrydates uczynił go współpanującym pod koniec swojego życia. Wnioskuje się o tym m.in. z monet Gotarzesa, które w subtelny sposób sugerują, że uznawał on swoją podległość "wyższemu" królowi, oraz rzeźby z Bihostun, która przedstawia m.in. postać "Gotarzesa, satrapy satrapów". Jest to szczególny tytuł, prawdopodobnie używany przez Gotarzesa jeszcze przed przyjęciem tytułu króla, sugerujący jego wyższość w stosunku do satrapów, ale niższość w stosunku do króla. Prawdopodobnie po śmierci Mitrydatesa Gotarzes kontynuował swoje rządy już jako władca samodzielny, jednak z powodu braku źródeł pisanych nie sposób tej tezy udowodnić. Od tego momentu na monetach zaczyna się używać standardowej partyjskiej formuły "Król Arsakes". Jeżeli należą one do Gotarzesa, to panował on przez kolejne siedem lat, podczas których król Armenii Tigranes II Wielki zajął część zachodnich posiadłości Partów, docierając nawet do Medii. Władca Partów musiał uznać te podboje i zgodzić się na używanie przez Tigranesa tytułu "szachinszacha". Gotarzes umarł najpóźniej ok. 80 r. p.n.e., na co wskazuje babiloński tekst z tego roku, gdzie mówi się o panowaniu "Arsakesa zwanego Orodesem".